# Nektar (album)
Albums de Nektar
Recycled
(1975) Live in New York
(1977)
Nektar est le premier album de compilation du groupe de rock progressif anglais, Nektar. Il est sorti en 1976 sur le label Bellaphon Records.

## Liste des titres
- Tous les titres sont signés par le groupe

Face 1
1. Do You Believe in Magic - 3:46 (de l'album ...Sounds Like This)
2. News Day Dawning - 5:00 (de l'album ...Sounds Like This)
3. Wings - 3:39 (de l'album ...Sounds Like This)
4. Cast Your Fate - 5:42 (de l'album ...Sounds Like This)

Face 2
1. Cryin' in the Dark - 5:00 (de l'album A Tab in the Ocean)
2. King of Twilight - 4:14 (de l'album A Tab in the Ocean)
3. Burn Out My Eyes - 11:45 (de l'album Journey to the Center of the Eye)
  1. Void of Vision
  2. Pupil of the Eyes
  3. Look Inside Yourself
  4. Death of the Mind

## Musiciens
- Roye Albrighton: chant, guitares
- Ron Howden: batterie, percussions
- Derek Mo Moore: basse, chœurs
- Allan Taff Freeman: claviers, chœurs

avec
- Mick Brockett: projections, light show